# Al-Bakat
Al-Bakat – wieś w Syrii, w muhafazie Aleppo, w dystrykcie Dżabal Siman. W 2004 roku liczyła 181 mieszkańców.